# Promesse du Sussex
 (novembre 2013).
Si vous disposez d'ouvrages ou d'articles de référence ou si vous connaissez des sites web de qualité traitant du thème abordé ici, merci de compléter l'article en donnant les références utiles à sa vérifiabilité et en les liant à la section « Notes et références ».
La Promesse du Sussex est une déclaration allemande faite en mai 1916 (au cours de la Première Guerre mondiale) par l'Allemagne aux États-Unis avant l'entrée en guerre de ceux-ci.
Au début de 1916, l'Allemagne avait institué une politique de guerre sous-marine sans restriction, menaçant tous les navires marchands armés (mais pas les navires de passagers) d'être torpillés sans avertissement. Malgré l'interdiction d'attaquer les navires de passagers, le Sussex, un ferry français, est torpillé sans avertissement le 24 mars 1916. Le navire fut gravement endommagé et environ cinquante personnes furent tuées.
Plusieurs passagers américains sont blessés, mais aucun n'est tué. Malgré cela, l'opinion publique américaine est fortement choquée et le président américain, Woodrow Wilson, menace de rompre les relations diplomatiques avec l'Allemagne.
Craignant l'entrée des États-Unis dans la Première Guerre mondiale, l'Allemagne essaye de calmer le jeu en publiant la Promesse du Sussex le 4 mai 1916, manifeste qui prévoit un changement de politique de guerre navale de la part de l'Allemagne. Les éléments principaux de cette promesse sont les suivants :
- les navires à passagers ne seront pas visés ;
- les navires marchands ne peuvent être coulés que si la présence d'armes a été prouvée, si nécessaire par une fouille du navire ;
- les navires marchands ne peuvent être coulés que lorsque les passagers et l'équipage sont en sécurité.

En 1917, l'Allemagne est convaincue qu'elle peut vaincre les forces alliées en instituant la guerre sous-marine totale avant une possible entrée en guerre des États-Unis. La Promesse du Sussex est rompue en janvier 1917 ce qui déclenche l'étape décisive de la première bataille de l'Atlantique . La reprise de la guerre sous-marine totale et le télégramme Zimmermann ont provoqué l'entrée en guerre des États-Unis contre l'Allemagne le 6 avril 1917.